# Neoclitocybe
Neoclitocybelà một chi nấm trong họ Tricholomataceae. Chi này phân bố rộng rãi này chứa 10 species that are especially prevalent in tropical regions.